# Коцабюк Михайло Михайлович
Михайло Михайлович Коцабюк (нар. 7 лютого 1986) — український футболіст, що грав на позиції півзахисника. Відомий насамперед виступами у складі команд першої ліги «Спартак» і «Прикарпаття» з Івано-Франківська.

## Клубна кар'єра
Михайло Коцабюк розпочав займатися футболом у секції ВПУ-21 в Івано-Франківську. Ще з 2001 року він залучався до складу команди другої ліги «Чорногора» з Івано-Франківська, проте знаходився лише в запасі. У 2003 році футболіст дебютував у складі іншої команди другої ліги «Лукор» з Калуша, яка з наступного сезону грала під назвою «Спартак-2», в якій грав до кінця сезону 2003—2004 років. На початку сезону 2004—2005 років Коцабюк перейшов до складу команди першої ліги «Спартак» з Івано-Франківська. Перші роки у складі першолігового клубу футболіст не мав місця в основі команди, й більше грав за друголігові фарм-клуби івано-франківців «Спартак-2» і «Чорногора», а в сезоні 2006—2007 років став уже гравцем основного складу команди. Проте після цього сезону команду розформували, а футболіст перейшов до новоствореного клубу «Прикарпаття» також з Івано-Франківська, який у цьому році розпочав виступи в першій лізі. У складі новоствореної команди Коцабюк грав до 2009 року, після чого футболіст до 2011 року грав у аматорському клубі «Карпати» (Яремче), у складі якого в 2009 році став володарем кубка України серед аматорських команд. З 2011 до 2016 року Михайло Коцабюк грав у низці аматорських команд Львівської області.